# Denton Welch

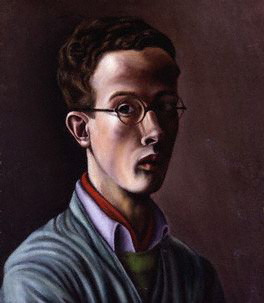
Selbstporträt, um 1940–1942

Maurice Denton Welch (* 29. März 1915 in Shanghai; † 30. Dezember 1948 in Middle Orchard Cottage, Crouch, Kent) war ein englischer Schriftsteller und Maler, der besonders wegen seiner lebendigen Prosa und seiner präzisen Beschreibungen bewundert wurde. Er studierte Kunst und verfasste drei Romane, zwei Erzählbände und hunderte Gedichte und war zudem auch ein passionierter Tagebuchschreiber.

## Leben
Welch wurde in Shanghai als jüngstes von vier Kindern von Arthur Joseph Welch und seiner Frau Rosalind Basset geboren. Er verbrachte seine Kindheit in China. Seine Schulbildung erhielt er in Großbritannien, zunächst in einer Vorschule (St. Michael’s, Uckfield, Sussex, seit 1929 in  Repton Public School). Während der Sommerferien hielt er sich meist im Haus seines Großvaters in Sussex auf. Im März 1927 starb seine Mutter. Im Alter von 16 Jahren riss er aus, um einer Rückkehr in die verhasste Public School zu entgehen, und ging zurück nach China.
Welch beschrieb seine frühen Lebensjahre in seiner Autobiografie Maiden Voyage (1943). Mit der Hilfe und Gönnerschaft von Edith Sitwell und John Lehmann erreichte dieses Buch einen kleinen, aber anhaltenden Erfolg und festigte Welchs schriftstellerischen Ruf. Als Nächstes publizierte er In Youth is Pleasure (1945, deutsch „Die Freuden der Jugend“), eine Studie über das Erwachsenwerden, und Brave and Cruel (1949), eine Sammlung von Kurzgeschichten, die erst nach Welchs Tod erschien. Unter seinen kürzeren Werken ist besonders der Essay über den Maler Walter Sickert bedeutsam. Ursprünglich wurde er in The London Magazine publiziert; er machte Edith Sitwell auf den Autor aufmerksam. Ein unvollendeter Roman mit dem Titel A Voice through a Cloud wurde 1950 postum veröffentlicht.
Welch hatte ursprünglich gar nicht vor, Schriftsteller zu werden. Ab 1933 studierte er in London an der Goldsmith School of Art, New Cross, Kunst, weil er die Absicht hatte, Maler zu werden. Zu seinen Lehrern zählte Edward Bawden. Im Alter von 20 Jahren, am 7. Juni 1935, wurde er beim Fahrradfahren von einem Auto erfasst und erlitt eine Wirbelsäulenfraktur. Nach seiner Entlassung aus dem Pflegeheim im Juli 1936 mietete Welch zusammen mit Evelyn Sinclair ein Appartement in Tonbridge, in der Nähe seines Arztes. Obwohl er nicht dauerhaft querschnittgelähmt blieb, litt er doch unter starken Schmerzen und Komplikationen wie einer Wirbelsäulentuberkulose und wiederholten Blaseninfektionen. Er starb am 30. Dezember 1948 im Middle Orchard Cottage, Crouch, Kent.

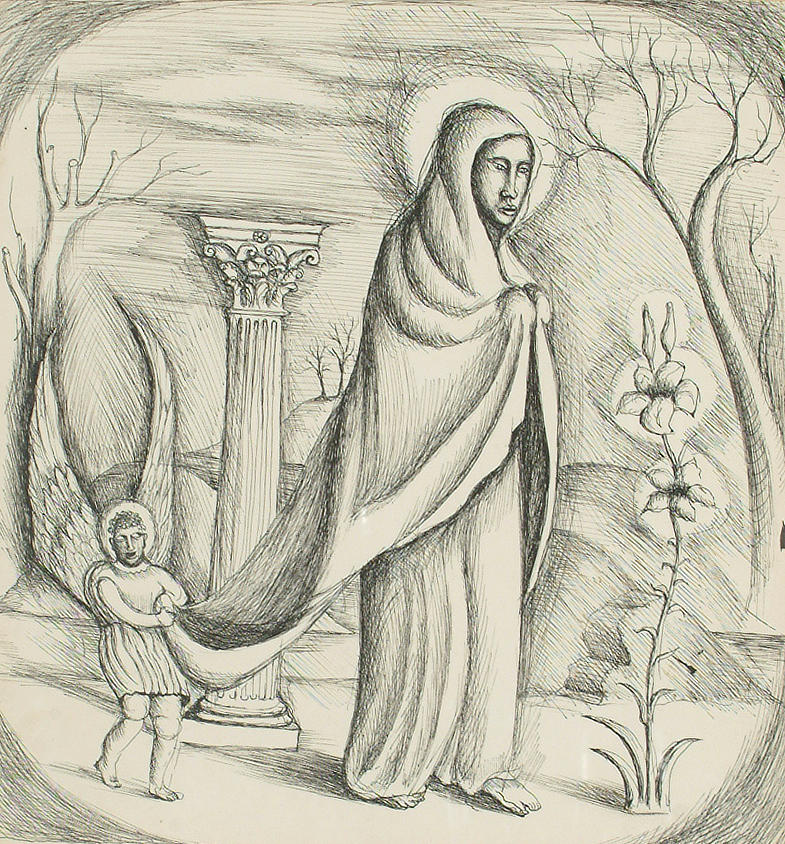
„Madonna and Angel“, Denton Welch

Sein schriftstellerisches Werk, dicht und introvertiert, schließt tiefgründige Porträts seiner Freunde ebenso ein wie minutiös beobachtete Schilderungen des englischen Landlebens während des Zweiten Weltkriegs. Immer wieder beschäftigen sich seine Schriften mit der genauen Beobachtung der Ästhetik, die er im menschlichen Handeln, der körperlichen Erscheinung, Kleidung, Kunst, Architektur, in Schmuck oder Antiquitäten wiederfand. Gelegentlich malte er auch weiterhin. In der National Portrait Gallery befindet sich ein gutes Selbstporträt von Welch, und in den Erstausgaben seiner Bücher gibt es Randillustrationen.
Im November 1943 machte ein Freund Welch mit Eric Oliver (1914–1995) bekannt. Dieser lebte und arbeitete in Maidstone. Bald besuchte er das Haus regelmäßig und zog schließlich zu Welch. Eric Oliver diente Welch als Pfleger, Sekretär und schließlich als sein literarischer Testamentsvollstrecker. Er verschenkte Teile des Nachlasses an Freunde und verkaufte den Hauptteil (insbesondere Zeichnungen, Bilder, Manuskripte und Briefe) als Konvolut an einen Buchhändler. Der größte Teil des literarischen Nachlasses findet sich heute in der University of Texas („The Denton Welch Art Collection“). Die Urne mit Welchs Asche bewahrte Oliver viele Jahre in seiner Garderobe auf, bis er überredet wurde, sie einem Geistlichen zur Aufbewahrung zu übergeben.
William S. Burroughs bezeichnete Welch als den Autor, der ihn am tiefsten beeinflusst habe. John Lehmann meinte, dass Welch, hätte er nur länger gelebt, so jemand wie „ein englischer André Gide geworden wäre, aber ausgefallener und exotischer“. Stephen Spender bewunderte ihn, doch E. M. Forster zeigte sich verwundert, dass das Thema Sexualität in seinen Werken nicht aufgelöst sei. Dennoch stand Denton Welch offen zu seiner Homosexualität und schrieb zum Beispiel einen Leserbrief an das „Times Literary Supplement“, in dem er sich beschwerte, dass in einem Artikel über Gerard Manley Hopkins die Homosexualität des Dichters nicht erwähnt worden sei.
Welchs Tagebücher wurden vollständig erst 1984 publiziert. Seine Leidenschaft für alte Kirchen, verwilderte Gärten, Landsitze der herrschenden Klasse, zeitgenössische Möbel und all die kleinen Artefakte wie „Gothic revival“-Toastständer, diese unverwechselbaren Embleme der „Englishness“, lassen ihn englischer, vorkriegshafter, schriftstellerischer im Sinne der Bloomsbury Group als jeden anderen Autor seiner Zeit und seines Landes erscheinen.

## Werke (Auswahl)
Erzählungen
- Ein Bild im Schnee und andere Erzählungen aus dem Nachlass; dazu ein Romanfragment („A last sheaf“). Zweitausendeins Verlag, Frankfurt am Main 1992.
- Das Feuer im Wald. Erzählung (= Bibliothek der Erzähler, Band 7). Steidl, Göttingen 1996, ISBN 3-88243-434-1.
- Michael De-La-Noy (Hrsg.): Fragments of a Life Story. The Collected Short Writings of Denton Welch. Penguin Books, Harmondsworth 1987, ISBN 0-14-007620-4.
- I left my grandfather's house. Enitharmon Press, London 2006, ISBN 978-1-904634-28-7.
- Robert Phillips (Hrsg.): The Stories of Denton Welch. E. P. Dutton, New York 1985, ISBN 0-525-24364-X.
- Tapfer und grausam („Brave and Cruel and Other Stories“). Zweitausendeins Verlag, Frankfurt am Main 1995, ISBN 3-86150-401-4.
- When I was thirteen. In: Edmund White (Hrsg.): The Faber Book of Gay Short Fiction. Faber & Faber, London 1991, ISBN 0-571-14473-X.

Lyrik
- Dumb instrument. Poems and fragments. Enitharmon Press, London 1976.

Romane
- Freuden der Jugend. Roman („In Youth is Pleasure“). Neuauflage Zweitausendeins Verlag, Frankfurt am Main 1995, ISBN 3-88243-343-4 (Vorwort von William S. Burroughs, übersetzt durch Carl Weissner).
- Jungfernfahrt.[2] Roman („Maiden Voyage“). Steidl, Göttingen 1996, ISBN 3-88243-416-3 (Vorwort von Edith Sitwell, übersetzt durch Carl Weissner).
- Schicksal. Roman („A Voice Through a Cloud“). Zweitausendeins Verlag, Frankfurt am Main 1987 (übersetzt durch Carl Weissner).

Tagebücher
- Jocelyn Brooke (Hrsg.): The Denton Welch Journals. Hamish Hamilton Publ., London 1973.